# Suzanne Douvillier
Suzanne Théodore Vaillande Douvillier (* 28. September 1778 in Dole; † 30. August 1826 in New Orleans) war eine französisch-amerikanische Ballerina, Pantomimin und Choreografin. Während ihrer frühen Karriere war sie als Madame Placide bekannt. Sie war die erste Ballerina, die in den USA Prominenz erlangte.

## Frühes Leben
Suzanne Theodore Vaillande wurde am 28. September 1778 in Dole, Frankreich geboren. Sie soll ein uneheliches Kind gewesen sein. Ihre Mutter war eine Frau namens Marie Reine Vailland [sic]. Über Suzannes frühe Jahre ist ansonsten nur bekannt, dass sie in Paris ausgebildet wurde; vermutlich an der Pariser Oper. Während die Französische Revolution im Gange war, reiste sie 1790 nach Santo Domingo, das damals Teil der Französischen Antillen war. Dort begegnete sie Alexandre Placide, der hauptsächlich eine Theaterperson war und auch Aktivitäten wie Fechten und Akrobatik ausübte und Bühnenregisseur war. Er wurde der größte berufliche Partner und Einflussnehmer ihrer Karriere.

## Karriere
1791 zog das Duo nach der Haitianischen Revolution nach Amerika. Suzannes Debüt war am 25. Januar 1792 im John Street Theatre in Manhattan, beim Bühnenwerk The Bird Catcher, das allgemein als das erste in New York City aufgeführte Ballett überhaupt angesehen wird. Sie wurde als Madame Placide angekündigt, obwohl sie zu dieser Zeit unverheiratet war. Das Duo führte dort noch für einige Monate weiterhin Ballette und Pantomimen auf.
1792 zogen sie nach Philadelphia und Boston, dann 1793 nach Newport, wo sich Louis Douvillier ihnen anschloss. 1794 zogen sie nach Charleston. Zu dieser Zeit war Suzanne die bekannteste Tänzerin der USA. 1796 wurde sie die erste weibliche Choreografin in den USA, die im Alter von 18 Jahren das Ballet Echo und Narziss choreografierte.
Im Juni 1796 gipfelten die Spannungen zwischen Duvillier und Placide in einem Duell um die Gunst von Suzanne. Placide gewann dies zwar, doch es war Douvillier, der sie schließlich heiratete und 1799 mit ihr nach New Orleans zog. Sie begann sich dann mehr der Choreografie als dem Tanzen zu widmen. 1808 wurde sie die erste Frau in Amerika, die als Mann auftrat (das Gegenteil war bereits gang und gäbe, doch dies wurde zu dieser Zeit als gewagt angesehen). 1813 begann sie, Szenenbilder zu gestalten, und gilt auch dabei als weibliche Pionierin.

## Späteres Leben
Dem Schauspieler Noah Ludlow zufolge wurde in ihren späteren Jahren ihr Gesicht entstellt. Ihr letzter Auftritt war 1818 im Stück Don Juan, bei dem sie eine Maske trug. Sie starb fünf Jahre nach ihrem Ehemann im Jahr 1826 im Alter von 48 Jahren in New Orleans. Das Paar liegt im Saint Louis Cemetery begraben.